# Nécropole de Campovalano
La nécropole de Campovalano est un site archéologique  située près de Campovalano sur le territoire de Campli, province de Teramo dans la région des Abruzzes,.

## Territoire

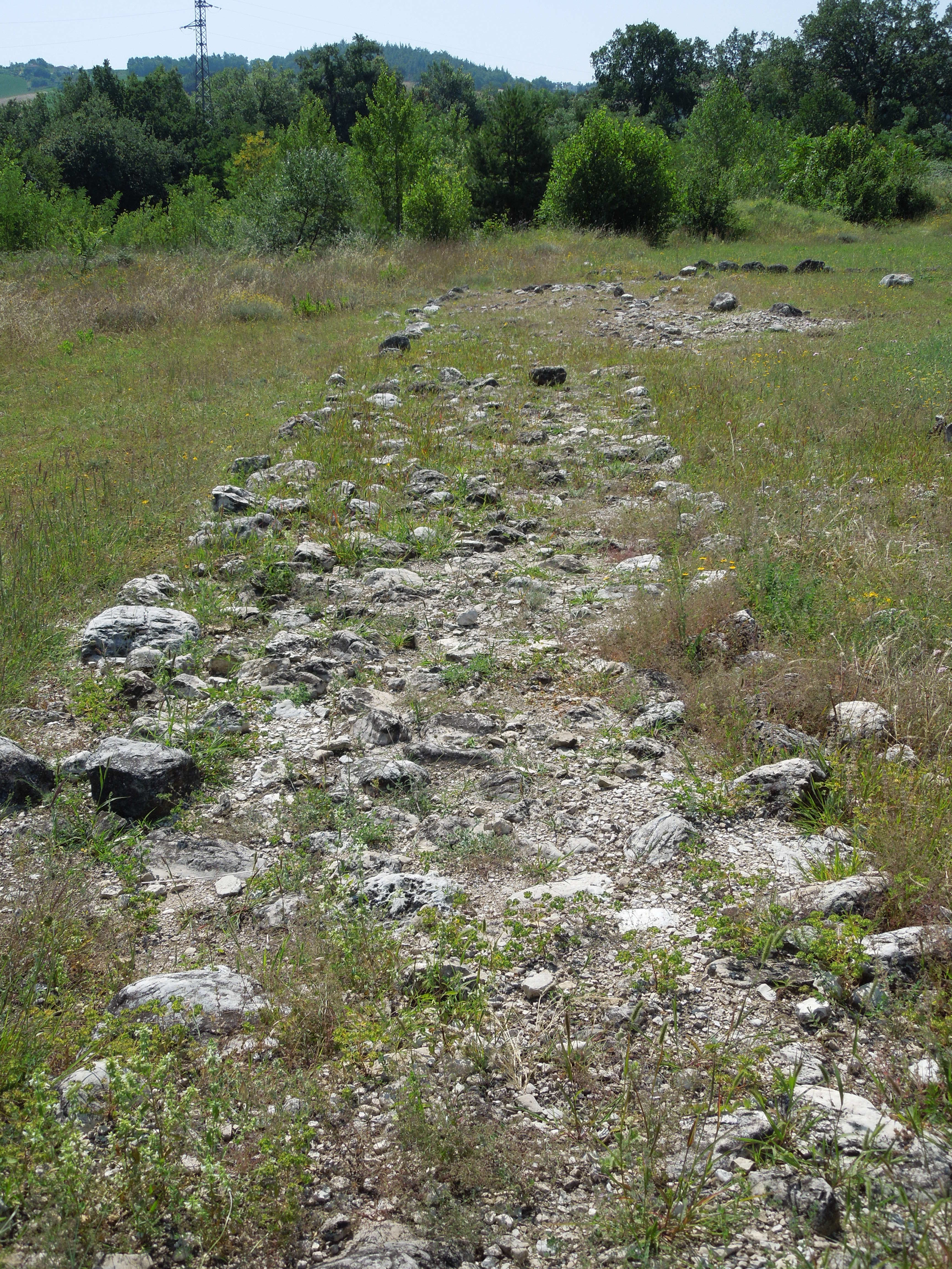
Les vestiges de la Via Sacra

La zone de la nécropole s'étend  au pied des Monti Gemelli, sur la superficie d'une terrasse alluviale d'environ 50 hectares, entre les cours du ruisseau Misigliano (au nord) et Fiumicino (au sud), entouré de verdure, de collines et de fossés. Elle est située entre 426 et 455 m d'altitude et est traversé par la Via Sacra, à l'époque utilisée comme lieu de rite funéraire. La route, d'orientation nord-sud, traverse les terrains fouillés depuis 1967 et a  connu au moins 2 phases de pavage. Elle est pavée de grosses pierres de rivière, de galets, de graviers, de briques et délimité par des dalles de calcaire fixées au sol.
En 290 av. J.-C., cette partie du territoire, selon des sources classiques, était indiquée comme Ager Praetutianus, c'est-à-dire : habité par le peuple agricole des Prétutiens .

## Historique
La première découverte du site arriva en 1887 lorsque l'archéologue Felice Barnabei (it), dans Notizie di scavi d'Antichità, rapporta que Francesco Savini avait trouvé une œnochoé en bronze qui fut ensuite ajoutée aux collections du musée de Teramo. Quelques années plus tôt, une épée italique en bronze, avec un fragment du fourreau avait été récupérée à Campli et est aujourd'hui exposée au musée civique d'Ascoli Piceno.
À partir de ces découvertes, il était déjà possible de comprendre que la zone contenait du matériel archéologique, mais ce n'est qu'en 1964 que la confirmation est arrivée. C'est l'agriculteur Luigi Cellini qui, labourant les terres de cette zone, a atteint les niveaux des tombes, mettant au jour de nombreuses découvertes. Le site a révélé plus tard qu'il contenait un nombre notable de tombes à tumulus appartenant au peuple des Prétutiens .
L'écrivain de Teramo, inspecteur honoraire de la nécropole, Giammario Sgattoni, accompagné d'Italo Cicconetti, rendit visite à l'agriculteur à l'automne 1964 pour le convaincre de faire connaître et rendre publics les objets trouvés et de les mettre à la disposition de la Soprintendenze des antiquités des Abruzzes . et Molise.
La nécropole a fait l'objet de fouilles menées par Valerio Cianfarani à partir de 1967 puis par Vincenzo D'Ercole entre les années 1980 et 1990. Environ 600 tombes ont été mises au jour sur une période allant de l'âge du bronze à l'époque romaine, mais la présence d'environ 20.000 tombes est supposée,
L'âge du bronze, XIIe et Xe siècles av. J.-C., est la période qui correspond à la première phase d'utilisation des terres pour l'inhumation, jusqu'à l'époque de la conquête romaine, début du IIe siècle av. J.-C., époque à laquelle la zone est redevenue cultivée.
Des tombes italiques-hellénistiques (IVe et IIe siècles av. J.-C.) ont été découvertes. De ces phases datent les tumulus d'un diamètre de 4 à 25 m, délimitées par des cercles de pierres, disposés sur les côtés de la route goudronnée. Au premier millénaire, l'organisation de la nécropole était « monarchique », avec des tumulus destinés aux unités familiales. Dans la phase républicaine ultérieure (entre le Ve et IVe siècles av. J.-C.), il y avait des sépultures sans objets funéraires orientées vers l'ouest et suivies de tombes à fosses orientées vers le sud de l'époque hellénistique.
La nécropole était encore utilisée au début du IIe siècle av. J.-C., avant d'être abandonnée.

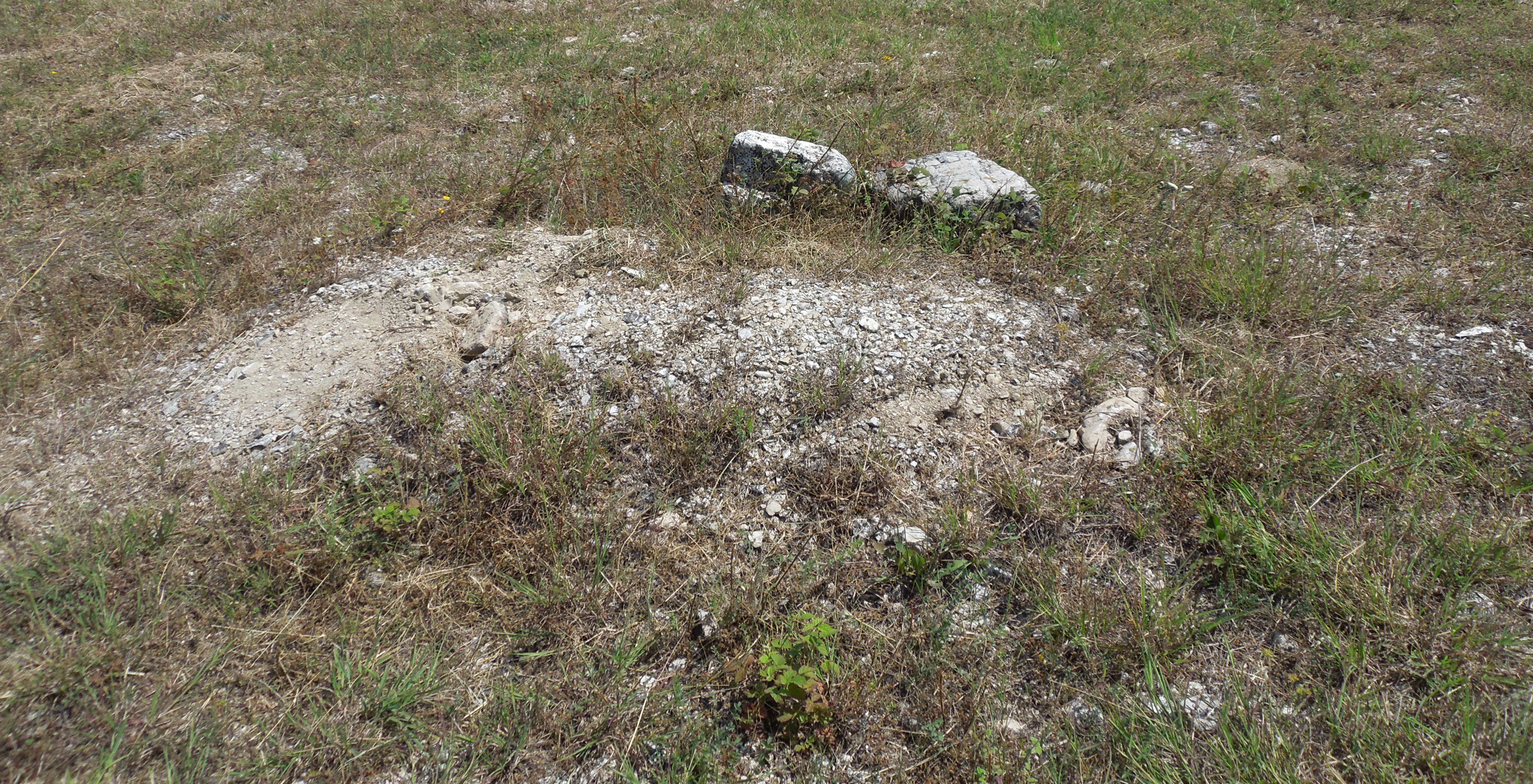
Type des sépultures les plus anciennes, fouillées plus près de la Via Sacra, constituées de la fosse et des tables placées entre le corps et le revêtement de terre et de pierres. La présence du tombeau était soulignée par une grosse pierre.
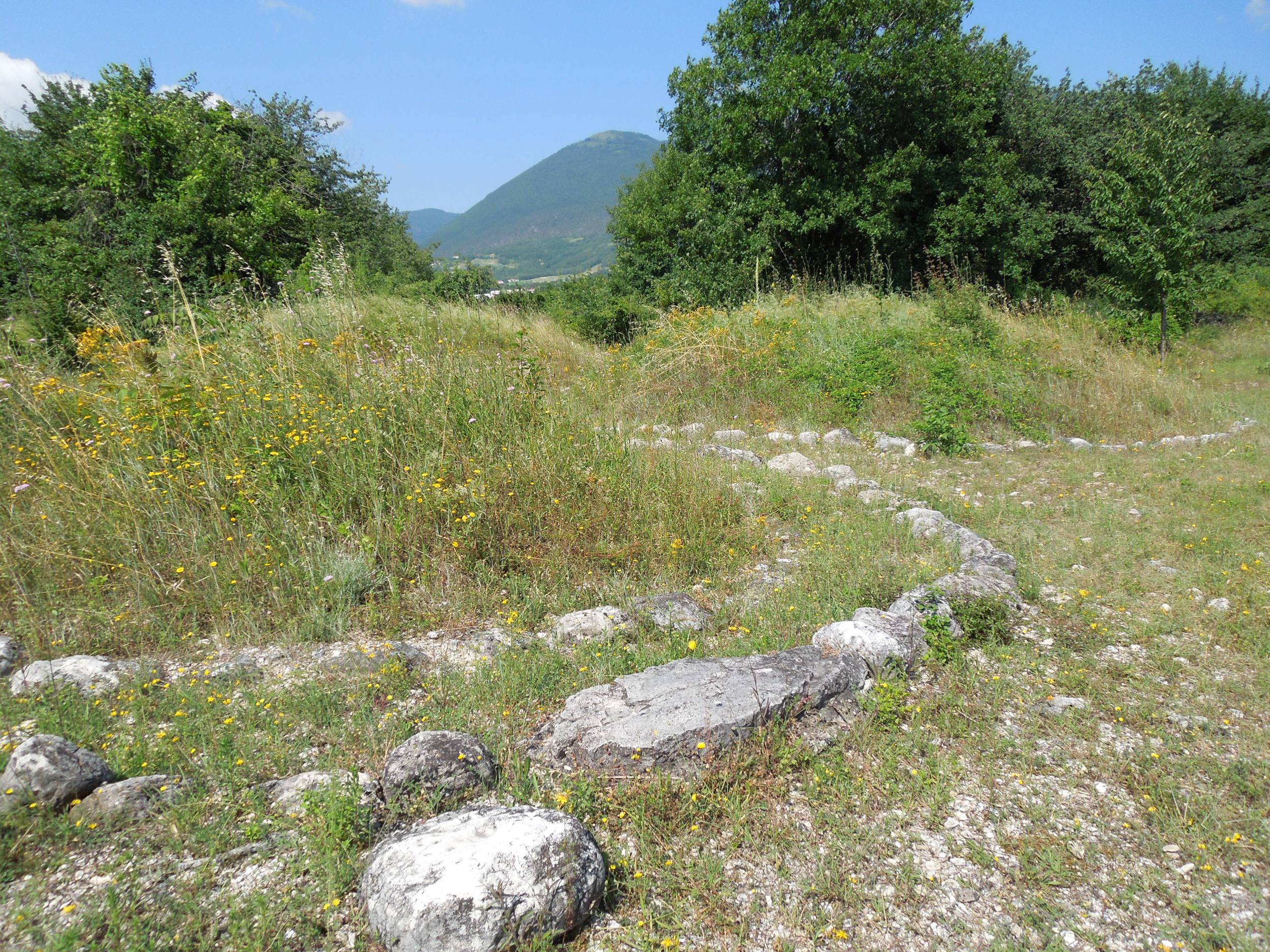
Monticules entourés de cercles de pierres. La particularité du tombeau à gauche de l'image est la présence de deux cercles.
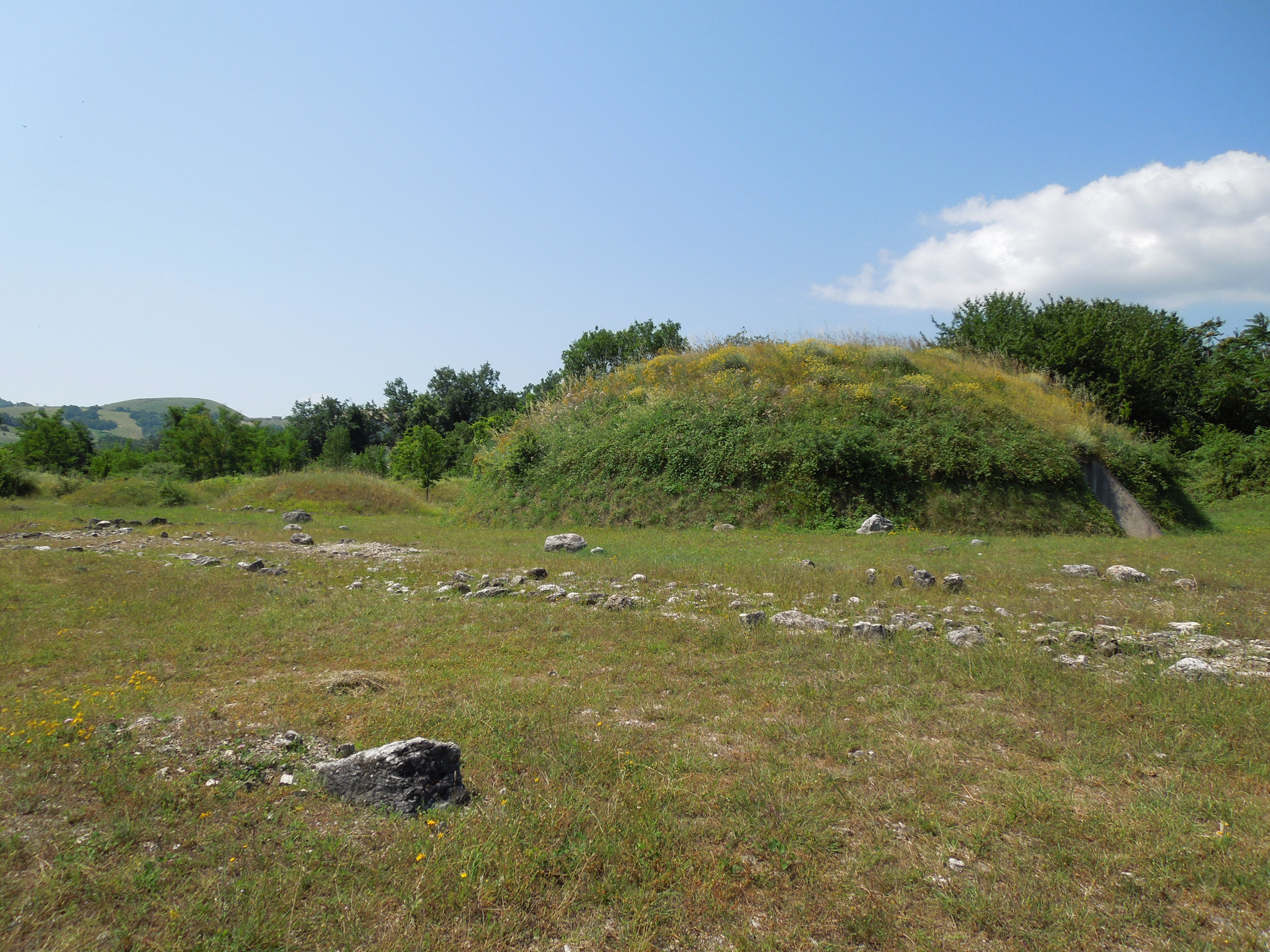
La reconstitution d'un monticule. À l’intérieur se trouvent une salle polyvalente et une reproduction d’une chambre funéraire.
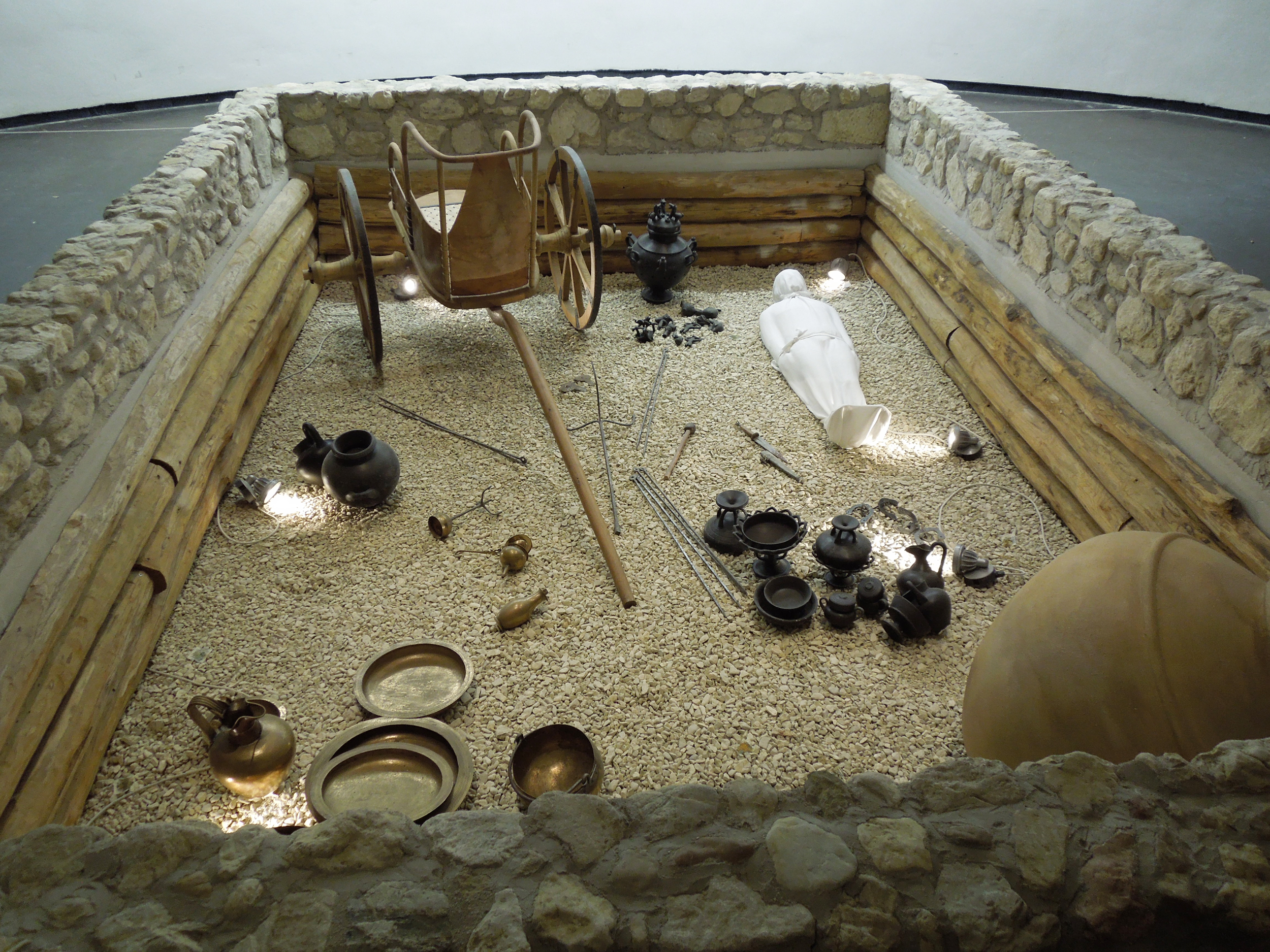
La reconstitution d'une chambre funèraire

## Chronologie des sépultures dans la nécropole

### Première époque (XeetVIIIesièclesav. J.-C.)
Pour cette première période de sépulture ont été trouvés des  fibules et un rasoir quadrangulaire pour homme.

### Deuxième période (VIIeetVesièclesav. J.-C.)
La deuxième phase d'utilisation de la nécropole est placée par l'archéologue Vincenzo D'Ercole entre le VIIe et Ve siècles av. J.-C.. Cette période apparaît également comme l'époque de la « splendeur maximale » des sépultures. Les tombeaux ont la forme d'un tertre et sont délimités par un cercle de pierres. Leur contenu rapporte de nombreux objets de valeur. Parmi ces sépultures, l'une des plus connues est celle dans laquelle ont été retrouvés des objets en bronze destinés à la table, un char et les mors du cheval.

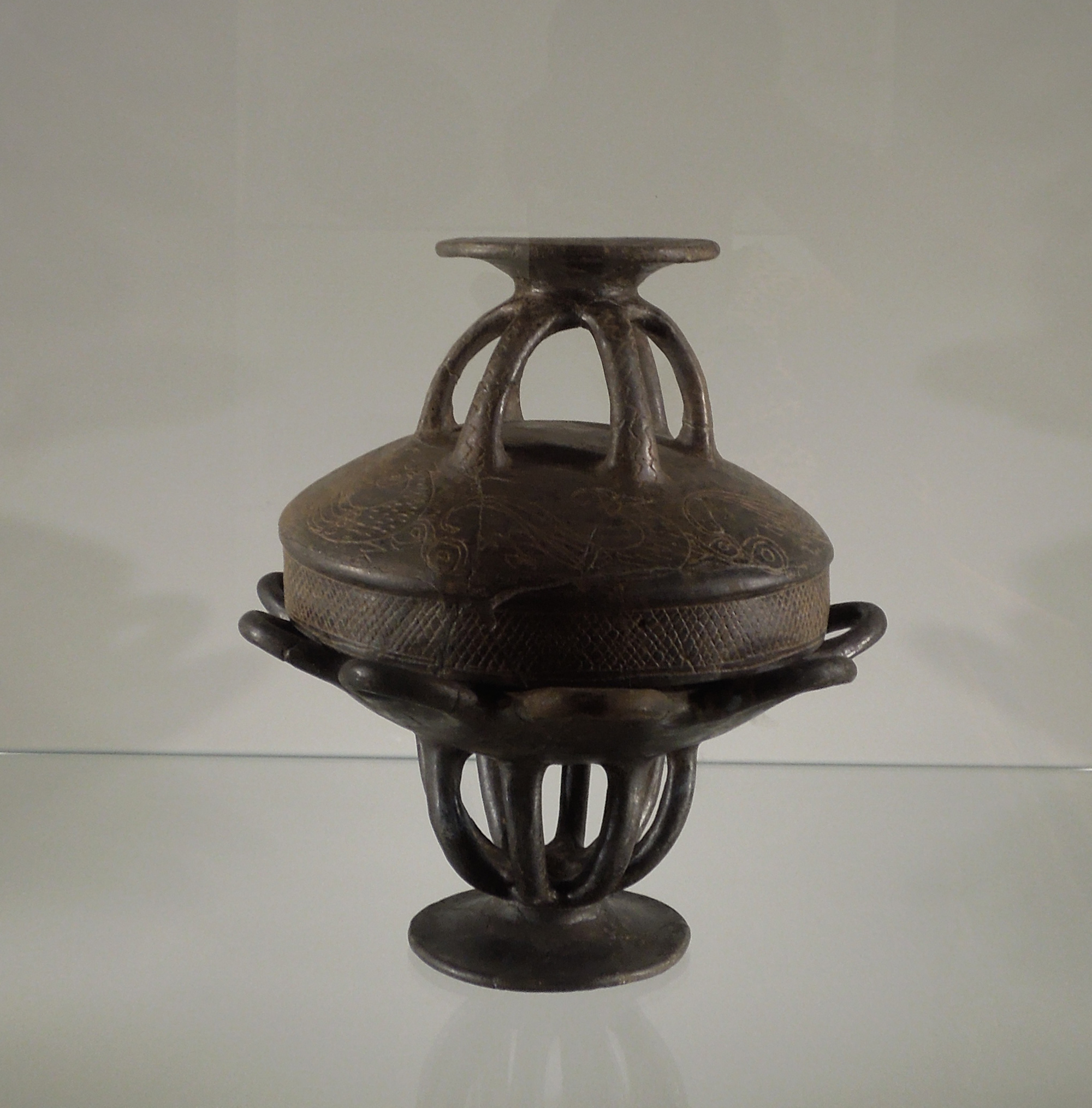
Un ciboire en corolle avec couvercle de la tombe no 100.
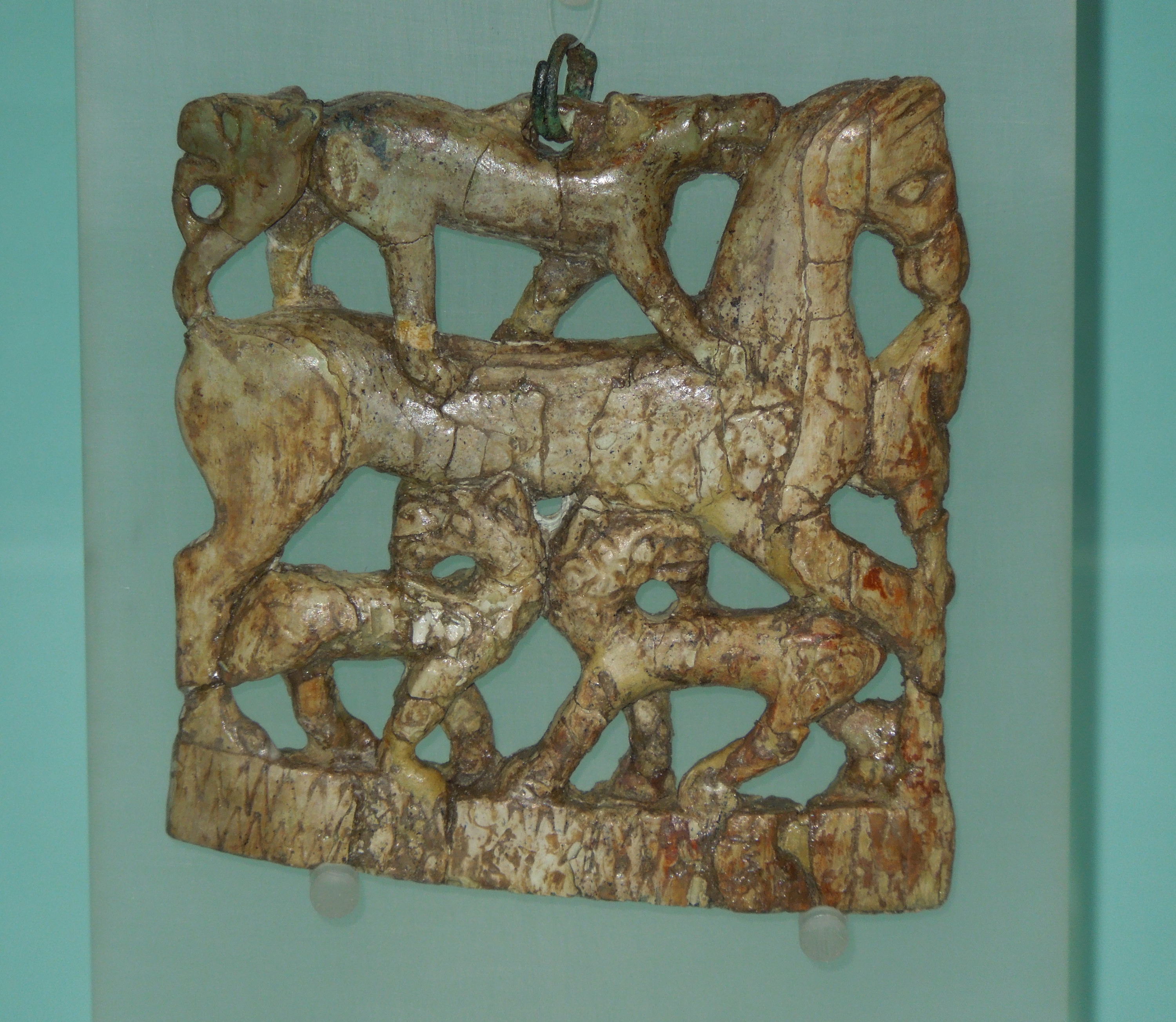
Une plaque en ivoire à figures zoomorphes provenant de la tombe no 127.
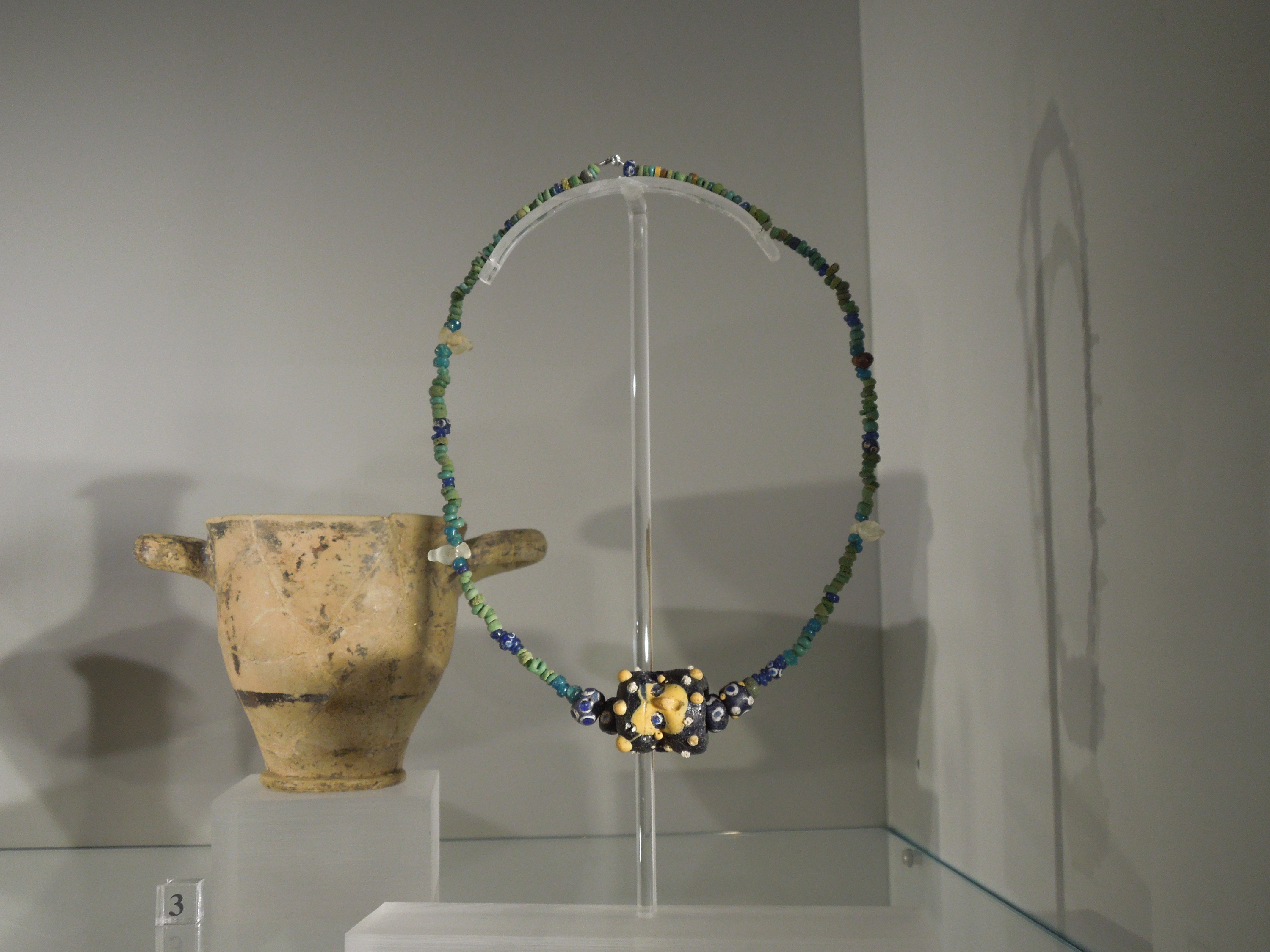
Un collier en pâte de verre.
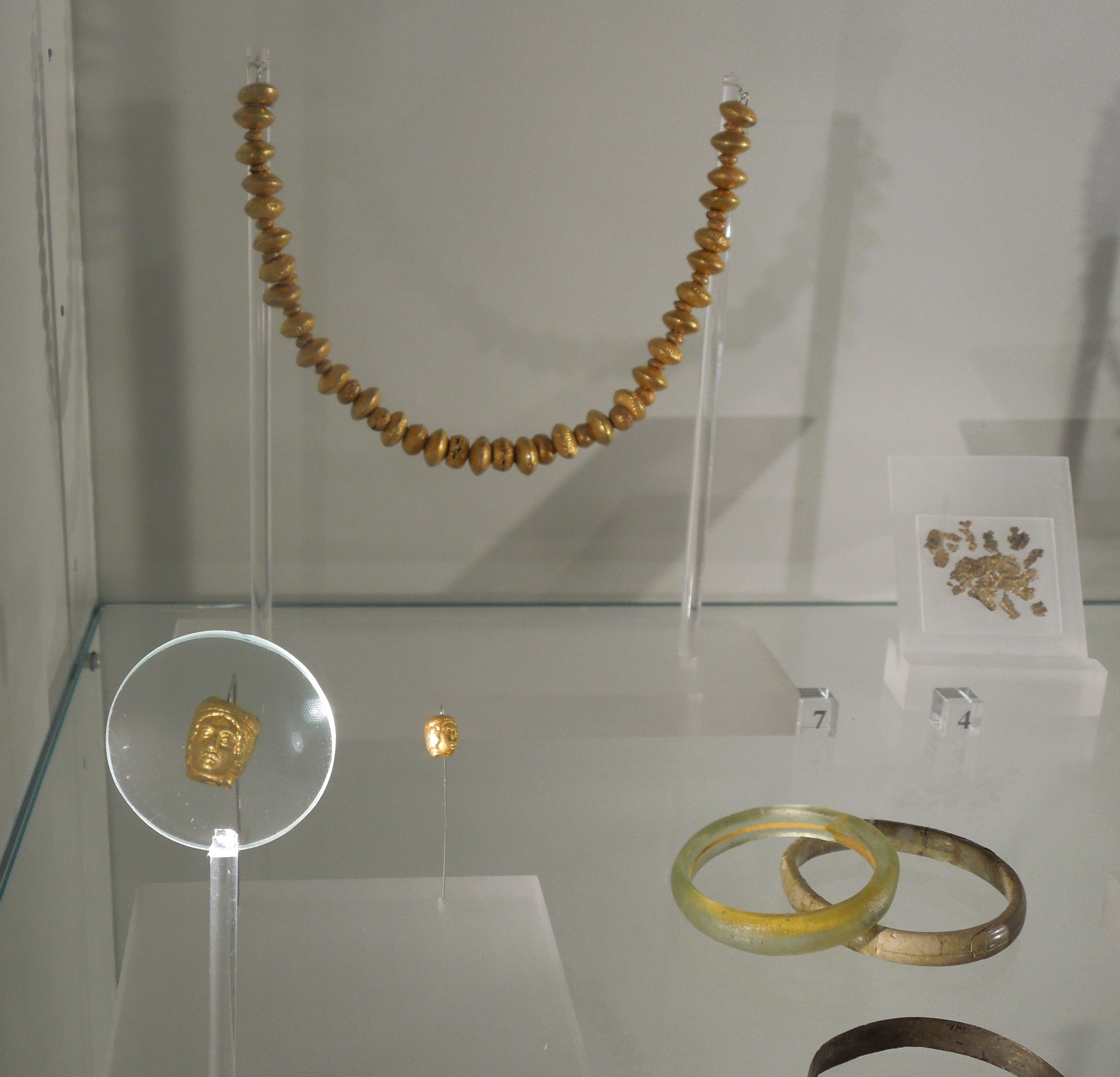
Un collier avec des perles dorées.

## Cohérence des objets funéraires
Le patrimoine archéologique des objets funéraires retrouvés est constitué d'ensembles de vases en bronze, de vases en céramique noire travaillés au tour de potier, de poculum, de pyxides, de jarres, de cruches, de râpe en bronze, de kylix attique, de mors à apophyses équines, d'épées, de poignards, de pots de sable. Dans les tombes féminines, des fibules en bronze avec pendentifs en cypraea, des cure-ongles, des cure-oreilles, des outils de travail liés à la couture, au tissage et au filage, tels que des aiguilles, des bobines et des fuseaux ainsi que des bulla, des colliers de pâte de verre et d'ambre ont été retrouvés.
Le matériel du site archéologique de Campovalano était destiné à être exposé et conservé au Museo archeologico nazionale di Campli (it) et au Museo archeologico Francesco Savini (it).

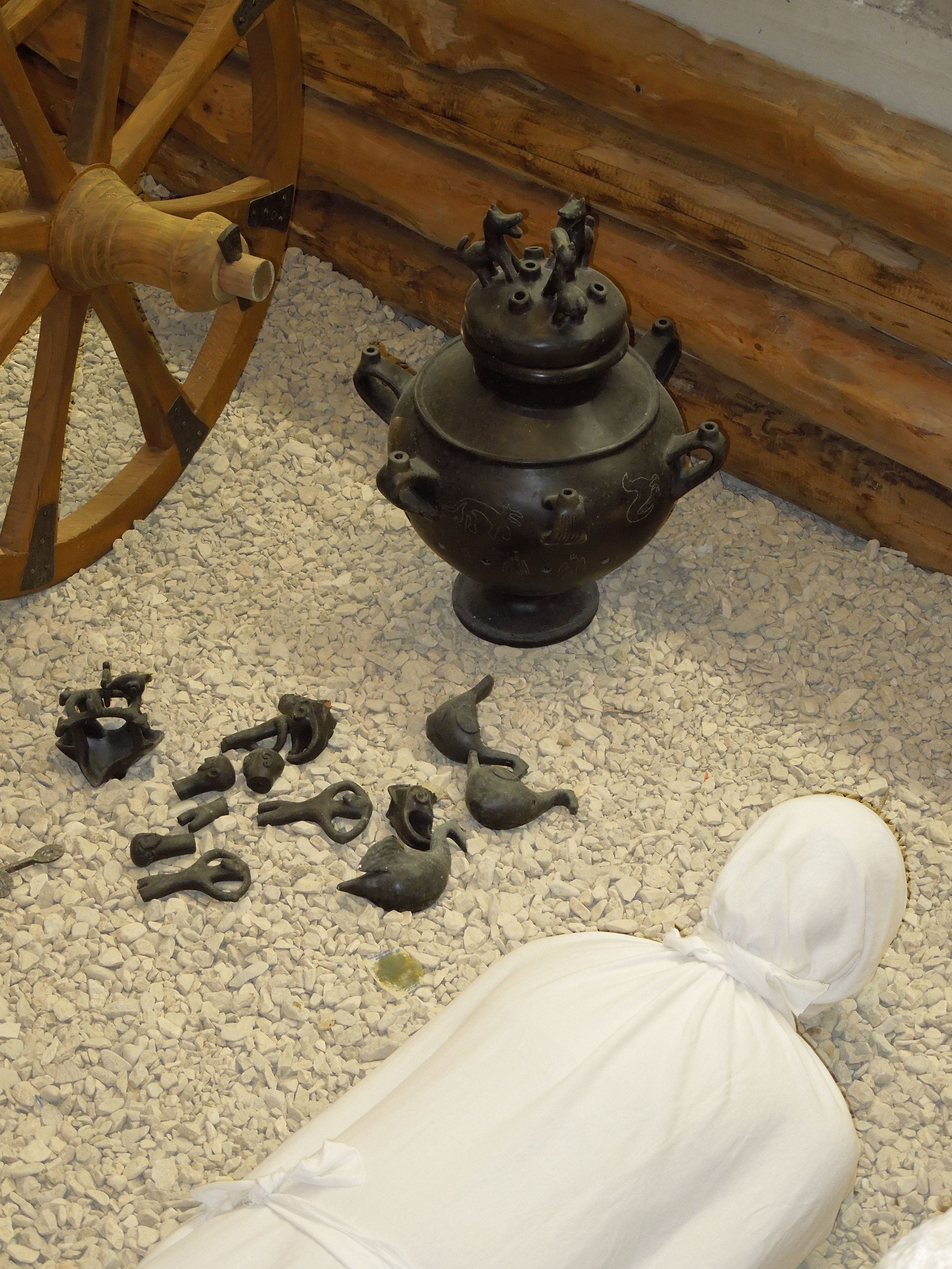
Reproduction d'objets trouvés à l'intérieur des chambres funéraires : canards et vase pour brûler de l'encens avec couvercle surmonté de figures zoomorphes.
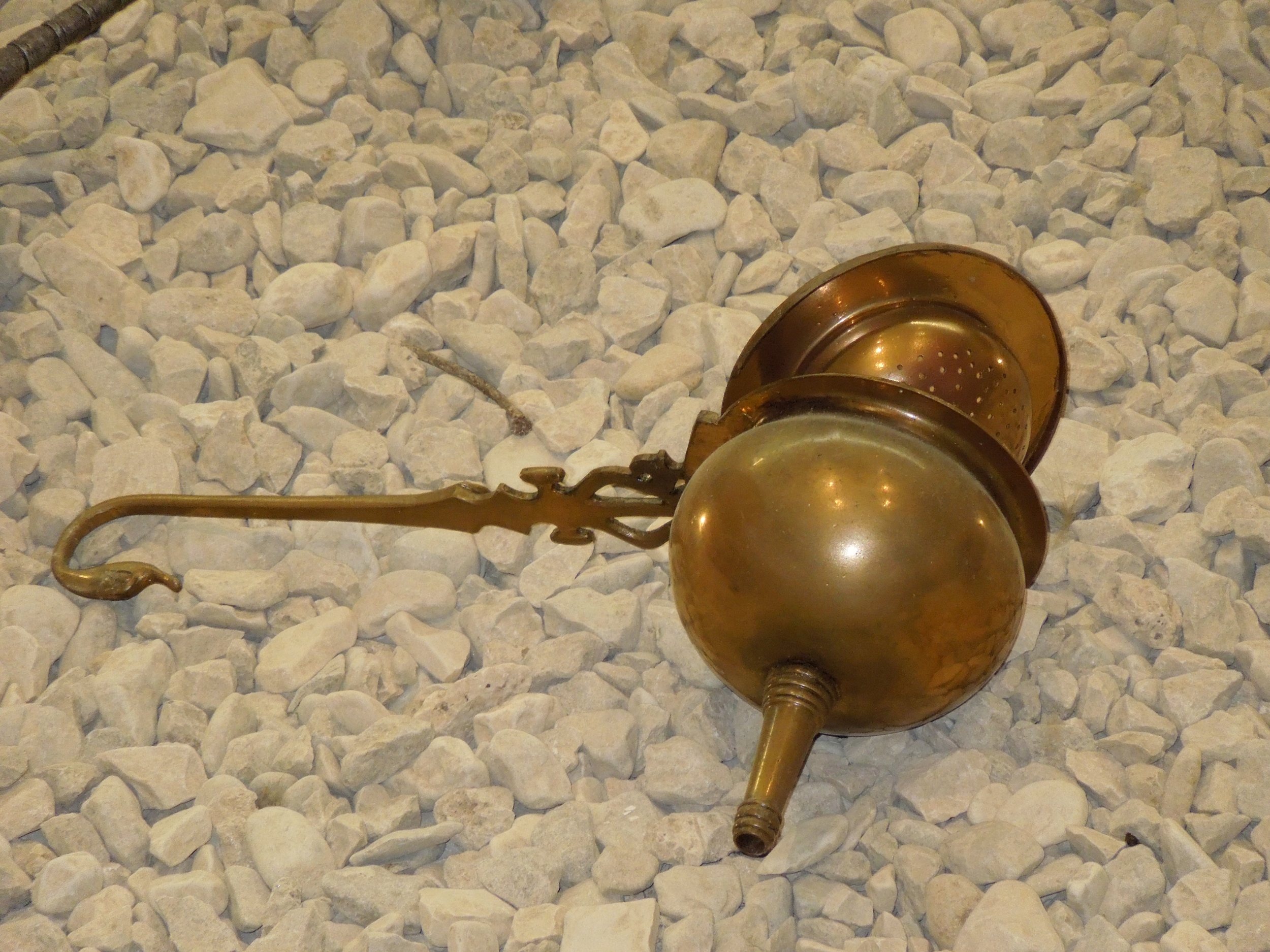
Reproduction d'un ustensile pour filtrer le vin. L'original a été retrouvé dans une sépulture de la nécropole.
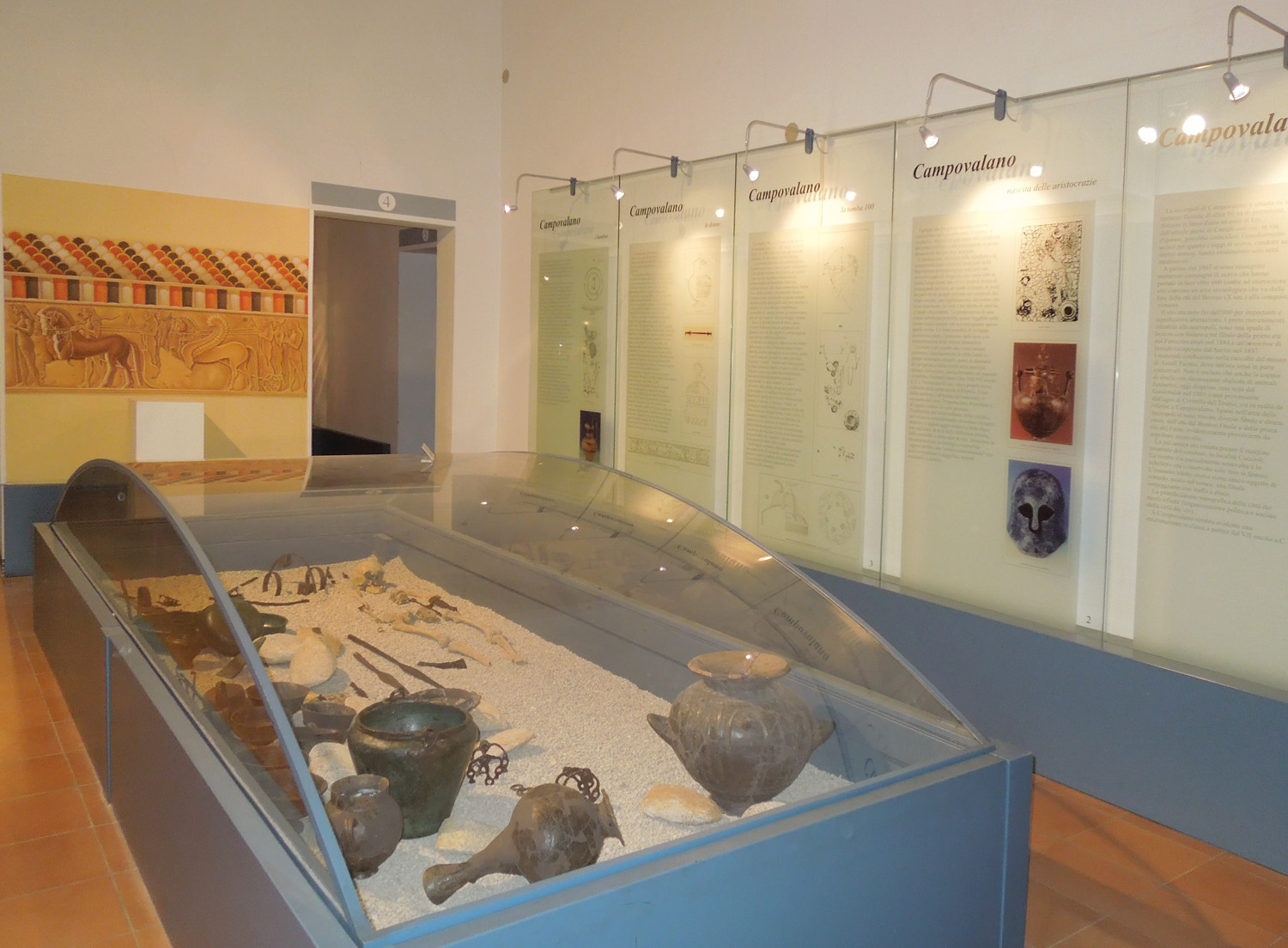
Salle du musée archéologique Francesco Savini de Teramo avec des découvertes de la nécropole de Campovalano.
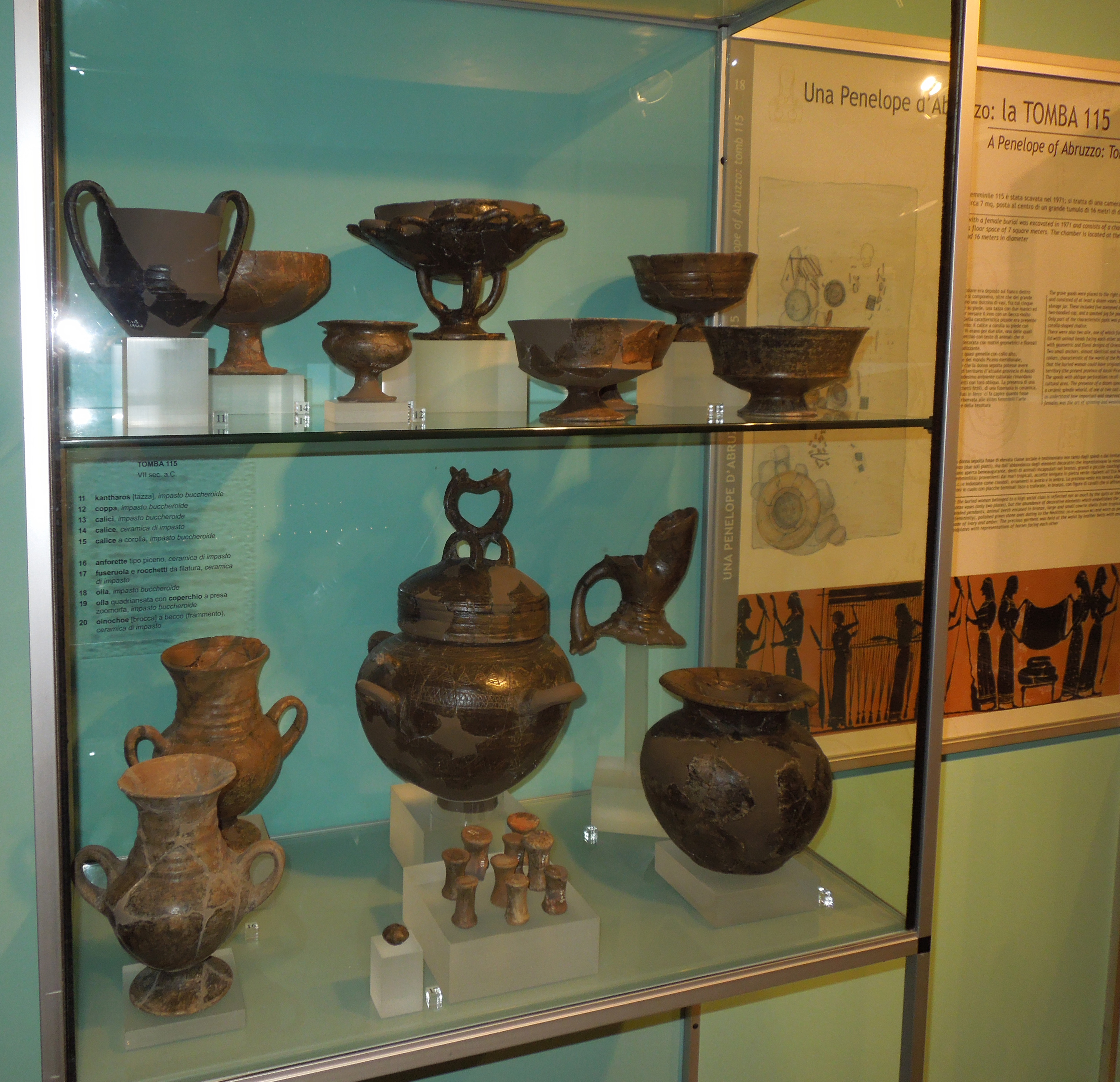
Le contenu de le tombe no 115.